# Alpes réticos occidentales
Los Alpes réticos occidentales (en alemán, Westliche Rätische Alpen; en italiano, Alpi Retiche occidentali) son una sección del gran sector Alpes centrales del este, según la clasificación SOIUSA. Su pico más alto es el Piz Bernina, con 4.049 m s. n. m.
Se extienden particularmente en Suiza (Cantón de los Grisones) y se extienden en parte por Italia (Lombardía y Trentino-Alto Adigio) y Austria (Vorarlberg y Tirol). Cubren además por entero Liechtenstein.

## Clasificación
Según la partición de los Alpes del año 1926 los Alpes réticos formaban una sola sección alpina. Las nuevas clasificaciones, entre ellas la SOIUSA, por motivos especialmente de composición geológica han subdividido los Alpes Réticos en tres secciones distintas: Alpes Réticos occidentales, Alpes réticos orientales y Alpes réticos meridionales.

## Localización
Los Alpes Réticos occidentales limitan al norte con los Alpes Bávaros y los Alpes calizos del Tirol septentrional. Limitan al este con los Alpes Réticos orientales de los que están separados por el paso de Resia. Limitan al sudeste con los Alpes Réticos meridionales de los cuales están separados por el paso del Stelvio. Limitan al sur con los Alpes y Prealpes Bergamascos de los cuales están separados por el curso del río Adda. Limitan al oeste con los Prealpes suizos, los Alpes de Glaris y los Alpes Lepontinos separados por el paso del Spluga.
Girando en el sentido de las agujas del reloj, los límites geográficos son: paso del Spluga, río Rin Posterior, río Rin, río Ill, torrente Alfenz, paso del Arlberg, torrente Stanzer, Landeck, río Eno, paso de Resia, Val Venosta, paso del Stelvio, río Adda, río Mera, torrente Liro, paso del Spluga. 
Desde el punto de vista orográfico solamente las subsecciones Alpes del Platta, Alpes del Bernina, Alpes de Livigno y Alpes de Val Müstair están a lo largo de la cadena principal alpina. De hecho desde el paso Lunghin se apartan al norte las subsecciones Alpes del Albula, Alpes del Silvretta, del Samnaun y del Verwall, Alpes del Plessur y Macizo de Rhäticon.

## Subdivisiones
Según la SOIUSA los Alpes Réticos occidentales son una sección alpina con la siguiente clasificación:
- Gran parte = Alpes orientales
- Gran sector = Alpes centrales del este
- Sección = Alpes Réticos occidentales
- Código = II/A-15

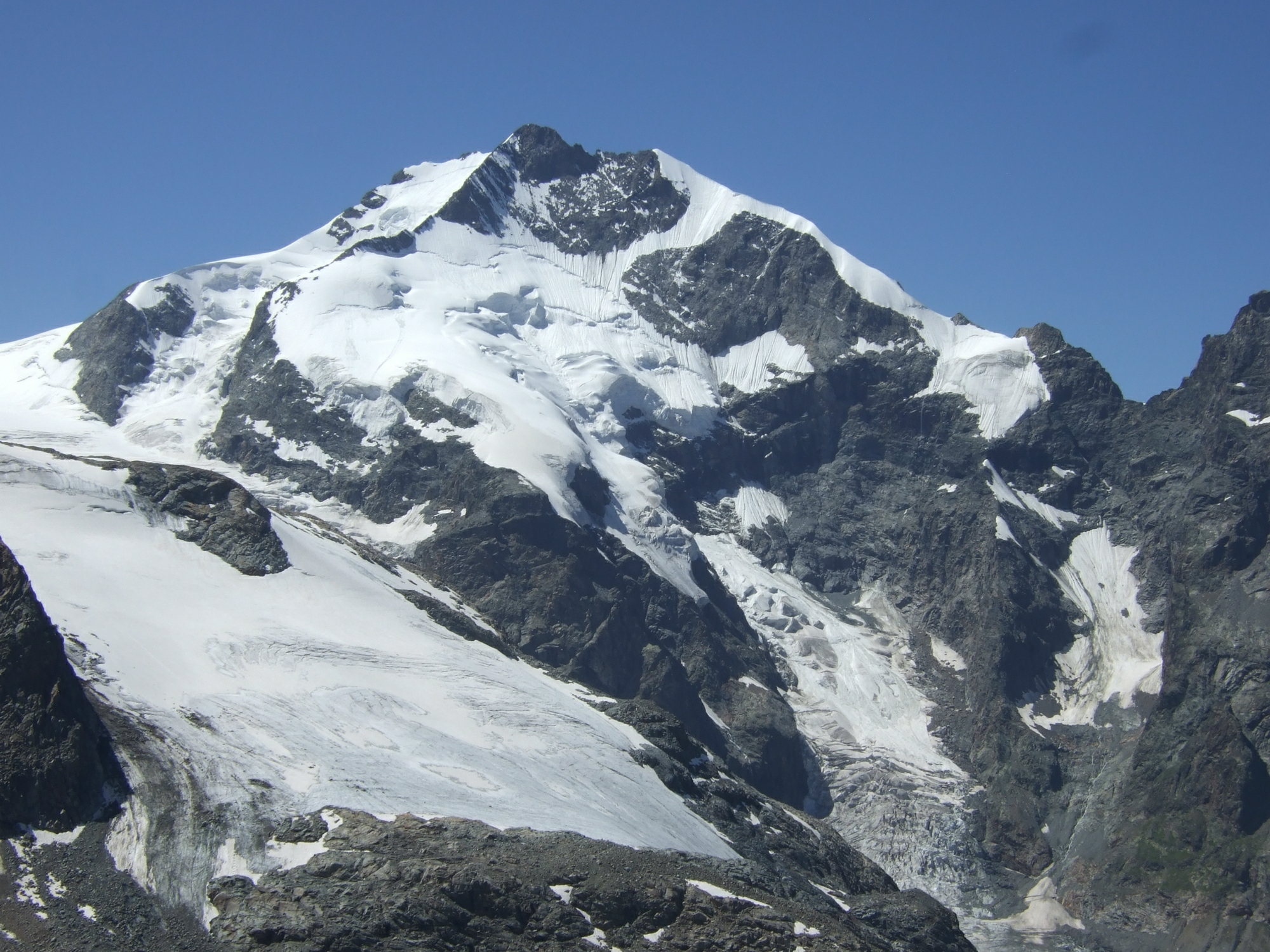
El Piz Bernina, cima más alta.

Los Alpes Réticos occidentales según la SOIUSA se subdividen, a su vez, en ocho subsecciones y 17 supergrupos:
- Alpes del Platta
  - Suretta-Stella-Duan
  - Platta-Forbesch-Curver
- Alpes del Albula
  - Güglia-Err-Bravuogn
  - Kesch-Chüealphorn-Grialetsch
- Alpes del Bernina
  - Bernina-Scalino
  - Montes de Val Bregaglia
- Alpes de Livigno
  - Languard-Quattervals
  - Piazzi-Paradisino
- Alpes de Val Müstair
  - Casina-Umbrail-Pizzo della Forcola
  - Sesvenna-Tavrü
- Alpes del Silvretta, del Samnaun y del Verwall
  - Grupo del Silvretta
  - Grupo del Samnaun
  - Grupo del Verwall
- Alpes del Plessur
  - Hockwang-Weißfluth
  - Strela-Lenzerhorn-Weißhorn
  - Stätzerhorn
- Rhäticon
  - Grupo del Rhäticon

## Cimas
Las cimas principales de los Alpes Réticos occidentales son :
| montaña         | altura (m) | subsección        | supergrupo              |
| --------------- | ---------- | ----------------- | ----------------------- |
| Piz Bernina     | 4.049      | Alpes del Bernina | Bernina-Scalino         |
| Piz Zupò        | 3.996      | Alpes del Bernina | Bernina-Scalino         |
| Piz Scerscen    | 3.971      | Alpes del Bernina | Bernina-Scalino         |
| Piz Argient     | 3.945      | Alpes del Bernina | Bernina-Scalino         |
| Piz Roseg       | 3.937      | Alpes del Bernina | Bernina-Scalino         |
| Piz Bellavista  | 3.922      | Alpes del Bernina | Bernina-Scalino         |
| Piz Palü        | 3.901      | Alpes del Bernina | Bernina-Scalino         |
| Piz Morteratsch | 3.751      | Alpes del Bernina | Bernina-Scalino         |
| Monte Disgrazia | 3.688      | Alpes del Bernina | Montes de Val Bregaglia |

## Puertos de montaña
Los principales pasos que afectan a los Alpes Réticos occidentales son:
- Paso del Albula
- Paso del Bernina
- Paso Flüela
- Paso del Foscagno
- Paso del Maloja
- Paso del Muretto
- Paso de Resia
- Paso del Spluga
- Paso del Stelvio
- Giogo de Santa Maria
- Schlappiner Joch
- Wolfgang Pass